# Vulgrí II d'Angulema
Vulgrí II Tallaferro o Rudel, fou comte d'Angulema des de 1120 fins a la seva mort 16 de novembre de 1140. Era fill de Guillem IV d'Angulema.
Ja en vida del seu pare, quan encara no era comte, va dirigir dues expedicions militars al sud: la primera contra el senyor santonyès Aimard, que s'havia apoderat per sorpresa del castell d'Archiac, que refusava lliurar; Vulgrí va posar setge al castell que finalment va conquerir amb l'ajut dels consells de Gerard, bisbe d'Angulema. En la segona expedició Vulgrí va atacar el castell de Matha, que havia estat cedit en penyora per Guillem IV, el pare de Vulgrí, en garantia d'un préstec per fer front a les despeses del seu pelegrinatge a Terra Santa; aprofitant l'absència del seu pare, Vulgrí va trair la paraula donada i va atacar Matha i va ocupar el castell.
Ja comte va atacar al començament al senyor de la Rochefoucauld, però l'expedició va acabar aviat per la intervenció del bisbe d'Angulema. El 1127 va reconquerir el castell de Blaye a Guillem X d'Aquitània i va reconstruir el castell vers el 1140. Finalment va assetjar el castell de Montignac, qui estava defensat per Hug VII de Lusignan, dit l'Ós, i pels principals nobles del Poitou, però al final d'una llarga i dura resistència, la plaça va haver de capitular. Vulgrí va fer donació de Montignac al bisbe d'Angulema.
Es va casar amb Pòncia de la Marca, i van tenir un únic fill:
- Guillem V d'Angulema, que fou el successor al comtat.

A la mort de Pòncia, Vulgrí es va casar novament amb Amable de Châtellerault, filla del vescomte Hug II de Châtellerault i va tenir tres fills:
- Folc
- Jofré Martell, senyor de Matha
- Una filla de nom desconegut

El trobador Jofré Raudel es suposa que fou el seu fill (bastard) o el gendre.
Va morir el 1140 al castell de Bouteville.